# Filippa di Lancaster (regina di Svezia)
Filippa di Lancaster (Peterborough, 4 giugno 1394 – Vadstena, 5 gennaio 1430) è stata una principessa inglese, in seguito divenuta regina di Danimarca, Svezia e Norvegia, nonché reggente.

## Biografia
Era la settima e ultima figlia del re Enrico IV d'Inghilterra e della consorte Maria di Bohun.
Nacque nel castello di Peterborough nel Northamptonshire. All'epoca della nascita di Filippa, che causò la morte di Maria, Enrico era solo conte di Derby e, grazie al suo matrimonio, conte di Northampton e conte di Hereford, essendo l'unico figlio superstite di Giovanni Plantageneto e di Bianca di Lancaster, erede del Ducato di Lancaster.
Successivamente, il 3 febbraio 1399, suo padre Enrico ereditò il Ducato di Lancaster e otto mesi dopo, il 13 ottobre, depose suo cugino, il re Riccardo II d'Inghilterra, e salì al trono con il nome di Enrico IV. Filippa e i suoi fratelli vennero così elevati al rango di Principi Reali d'Inghilterra. Tre anni dopo, nel 1402, suo padre si risposò con Giovanna di Navarra, figlia di re Carlo II di Navarra e vedova del duca Giovanni V di Bretagna. Dall'unione non nacquero figli.
Dopo la sua ascesa al trono inglese, re Enrico IV volle stabilire alleanze importanti al fine di mantenere e legittimare il suo governo. Enrico contattò la regina Margherita I di Danimarca per entrare a far parte dell'Unione di Kalmar. Filippa venne così fidanzata a Eric di Pomerania, adottato dalla sorella di sua nonna, la regina Margherita, e proclamata formalmente regina.
Il matrimonio venne celebrato il 26 ottobre 1406 nella cattedrale di Lund. Filippa fu la prima principessa documentata nella storia ad indossare un abito bianco da sposa nel corso di una cerimonia nuziale reale: indossava una tunica con un mantello bianco di seta bordato di pelle di scoiattolo ed ermellino.
Durante i primi anni del loro matrimonio la coppia visse a Kalmar, in Svezia. Venne deciso che le sarebbero spettati dei feudi personali solo in uno dei tre regni, ossia in Svezia. In testa alle due dame di compagnia svedesi vi fu la nobildonna Lady Katarina Knutsdotter, nipote di Santa Brigida ed ex dama di compagnia della stessa regina Margherita. Filippa fu benefattrice dell'abbazia di Vadstena, dove era spesso ospite. Ricevette il nobile Ordine della Giarrettiera nel 1408.
Durante i periodi di assenza di Eric, Filippa diveniva la reggente effettiva dei regni. In Svezia, dove trascorreva la maggior parte del suo tempo, Filippa era di fatto sovrana anche quando suo marito era presente. Eric evidentemente riponeva fiducia in sua moglie. Autori antichi e moderni diedero un resoconto favorevole del suo governo. Si diceva anche che in alcune materie era più efficiente di suo marito.
Nel 1422 Filippa presiedette il Consiglio svedese per risolvere una controversia tra le fazioni della nobiltà svedese. Durante la permanenza del marito all'estero tra il 1423 e il 1425, la regina risultò reggente dei tre regni dell'Unione del Kalmar. Tra gli altri atti attribuiti a Filippa, risulta un trattato inerente alla validità del sistema monetario con alcuni membri della Hansa, ossia tra gli Stati del Nord appartenenti alla Confederazione commerciale.
Nel 1426 raccolse il sostegno politico sia per muovere guerra contro l'Holstein e sia per appoggiare Copenaghen contro la Lega Anseatica. Nel 1428 Filippa organizzò infatti con successo la difesa di Copenaghen, impresa eroica in seguito raccontata da Hans Christian Andersen in Gudfaders Billedbog nel 1868.
Al momento della sua morte, nel 1430, Filippa si trovava in Svezia preparando una missione diplomatica.

## Ascendenza
|                                            |                  |                                          | Genitori                                    |  |  | Nonni |  |  | Bisnonni                  |  |  | Trisnonni                |  |
|                                            |                  |                                          |                                             |  |  |       |  |  | Edoardo III d'Inghilterra |  |  | Edoardo II d'Inghilterra |  |
|                                            |                  |                                          |                                             |  |  |       |  |  | Edoardo III d'Inghilterra |  |  | Edoardo II d'Inghilterra |  |
|                                            |                  | Isabella di Francia                      |                                             |  |  |       |  |  | Edoardo III d'Inghilterra |  |  |                          |  |
| Giovanni Plantageneto, I duca di Lancaster |                  |                                          |                                             |  |  |       |  |  | Edoardo III d'Inghilterra |  |  |                          |  |
|                                            |                  | Filippa di Hainaut                       | Guglielmo I di Hainaut                      |  |  |       |  |  |                           |  |  |                          |  |
|                                            |                  | Filippa di Hainaut                       | Guglielmo I di Hainaut                      |  |  |       |  |  |                           |  |  |                          |  |
|                                            |                  | Filippa di Hainaut                       | Giovanna di Valois                          |  |  |       |  |  |                           |  |  |                          |  |
| Enrico IV d'Inghilterra                    |                  | Filippa di Hainaut                       |                                             |  |  |       |  |  |                           |  |  |                          |  |
|                                            |                  | Enrico Plantageneto, I duca di Lancaster | Enrico Plantageneto, III conte di Lancaster |  |  |       |  |  |                           |  |  |                          |  |
|                                            |                  | Enrico Plantageneto, I duca di Lancaster | Enrico Plantageneto, III conte di Lancaster |  |  |       |  |  |                           |  |  |                          |  |
|                                            |                  | Enrico Plantageneto, I duca di Lancaster | Maud Chaworth                               |  |  |       |  |  |                           |  |  |                          |  |
| Bianca di Lancaster                        |                  | Enrico Plantageneto, I duca di Lancaster |                                             |  |  |       |  |  |                           |  |  |                          |  |
|                                            |                  | Isabella di Beaumont                     | Enrico di Beaumont                          |  |  |       |  |  |                           |  |  |                          |  |
|                                            |                  | Isabella di Beaumont                     | Enrico di Beaumont                          |  |  |       |  |  |                           |  |  |                          |  |
|                                            |                  | Isabella di Beaumont                     | Alice Comyn                                 |  |  |       |  |  |                           |  |  |                          |  |
| Filippa di Lancaster                       |                  | Isabella di Beaumont                     |                                             |  |  |       |  |  |                           |  |  |                          |  |
|                                            | William di Bohun | Humphrey de Bohun, IV conte di Hereford  |                                             |  |  |       |  |  |                           |  |  |                          |  |
|                                            | William di Bohun | Humphrey de Bohun, IV conte di Hereford  |                                             |  |  |       |  |  |                           |  |  |                          |  |
|                                            | William di Bohun | Elisabetta di Rhuddlan                   |                                             |  |  |       |  |  |                           |  |  |                          |  |
| Humphrey di Bohun                          | William di Bohun |                                          |                                             |  |  |       |  |  |                           |  |  |                          |  |
|                                            |                  | Elisabetta di Badlesmere                 | Bartholomew de Badlesmere                   |  |  |       |  |  |                           |  |  |                          |  |
|                                            |                  | Elisabetta di Badlesmere                 | Bartholomew de Badlesmere                   |  |  |       |  |  |                           |  |  |                          |  |
|                                            |                  | Elisabetta di Badlesmere                 | Margherita de Clare                         |  |  |       |  |  |                           |  |  |                          |  |
| Maria di Bohun                             |                  | Elisabetta di Badlesmere                 |                                             |  |  |       |  |  |                           |  |  |                          |  |
|                                            |                  | Richard FitzAlan                         | Edmund FitzAlan                             |  |  |       |  |  |                           |  |  |                          |  |
|                                            |                  | Richard FitzAlan                         | Edmund FitzAlan                             |  |  |       |  |  |                           |  |  |                          |  |
|                                            |                  | Richard FitzAlan                         | Alice de Warenne                            |  |  |       |  |  |                           |  |  |                          |  |
| Joan FitzAlan                              |                  | Richard FitzAlan                         |                                             |  |  |       |  |  |                           |  |  |                          |  |
|                                            |                  | Eleonora di Lancaster                    | Enrico Plantageneto, III conte di Lancaster |  |  |       |  |  |                           |  |  |                          |  |
|                                            |                  | Eleonora di Lancaster                    | Enrico Plantageneto, III conte di Lancaster |  |  |       |  |  |                           |  |  |                          |  |
|                                            |                  | Eleonora di Lancaster                    | Maud Chaworth                               |  |  |       |  |  |                           |  |  |                          |  |
|                                            |                  | Eleonora di Lancaster                    |                                             |  |  |       |  |  |                           |  |  |                          |  |